# Norfolk (Nouvelle-Zélande)
Pour les articles homonymes, voir Norfolk.
La ville de Norfolk est une localité de la région de Taranaki, située dans l'île du Nord de la Nouvelle-Zélande.

## Situation
Elle est localisée sur le trajet de la route State Highway 3/S H 3 (en), à environ 5,5 kilomètres au sud-est de la ville d' Inglewood et à 10,5 km au nord-ouest de celle de  Midhirst  , .

## Éducation
L'école de 'Norfolk School' est une école mixte assurant tout le primaire allant de l'année 1 à 8, avec un taux de taux de décile de 8 et un effectif de 132 élèves.
L'école a célébré le jubilée de son 125 é anniversaire en 2004.